# Acrapex seydeli
Acrapex seydeli är en fjärilsart som beskrevs av Emilio Berio 1973. Acrapex seydeli ingår i släktet Acrapex och familjen nattflyn. Inga underarter finns listade i Catalogue of Life.